# St-Brice (Saint-Bris-des-Bois)

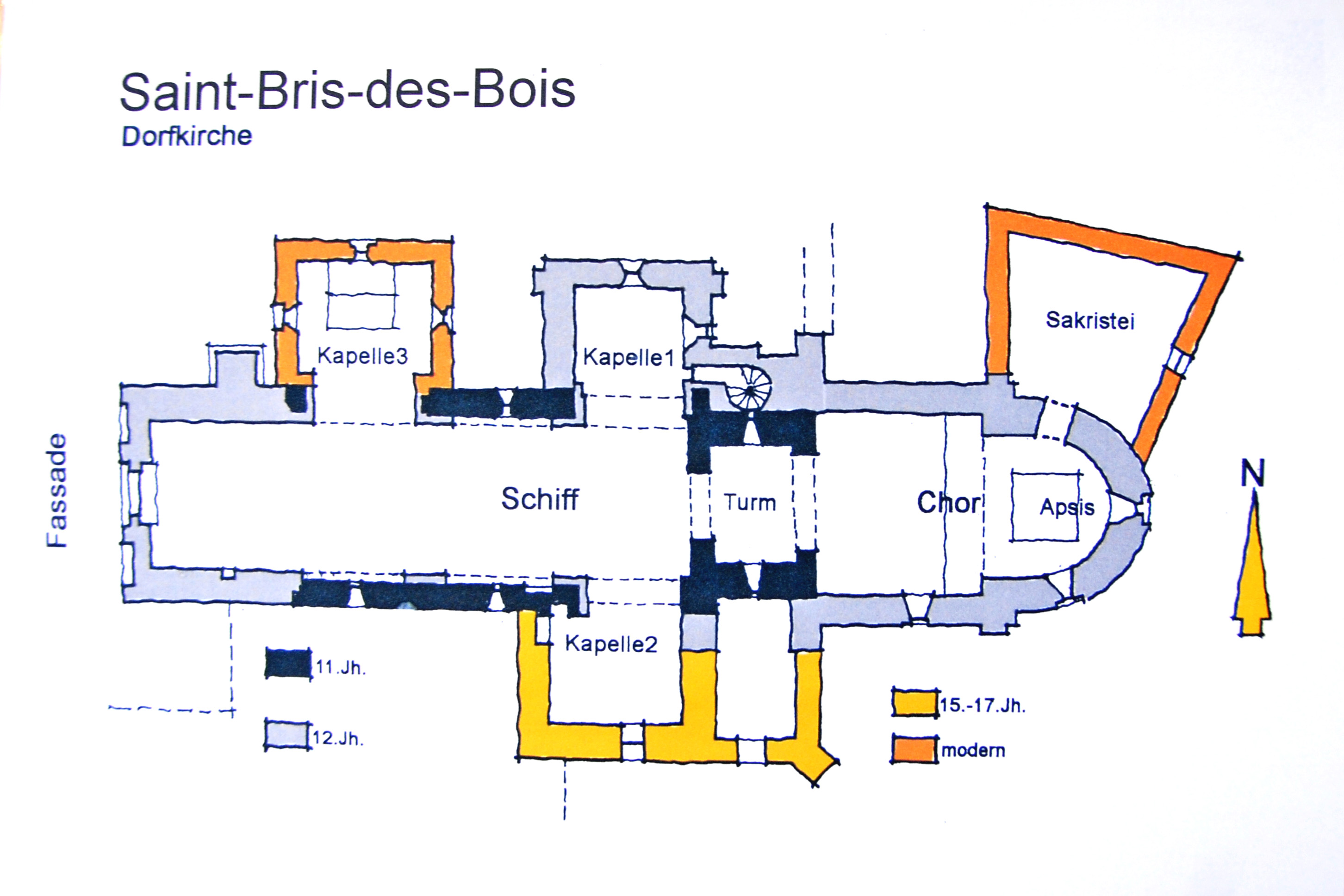
Saint-Brice, Grundriss der Dorfkirche

Die Kirche St-Brice steht auf einer Anhöhe neben der französischen Ortschaft Saint-Bris-des-Bois und liegt in der Region Nouvelle-Aquitaine, im Département Charente-Maritime, ca. zehn Kilometer östlich von Saintes und drei Kilometer westlich, in Nachbarschaft der Reste der bedeutenden romanischen Abtei Fontdouce.

## Geschichte

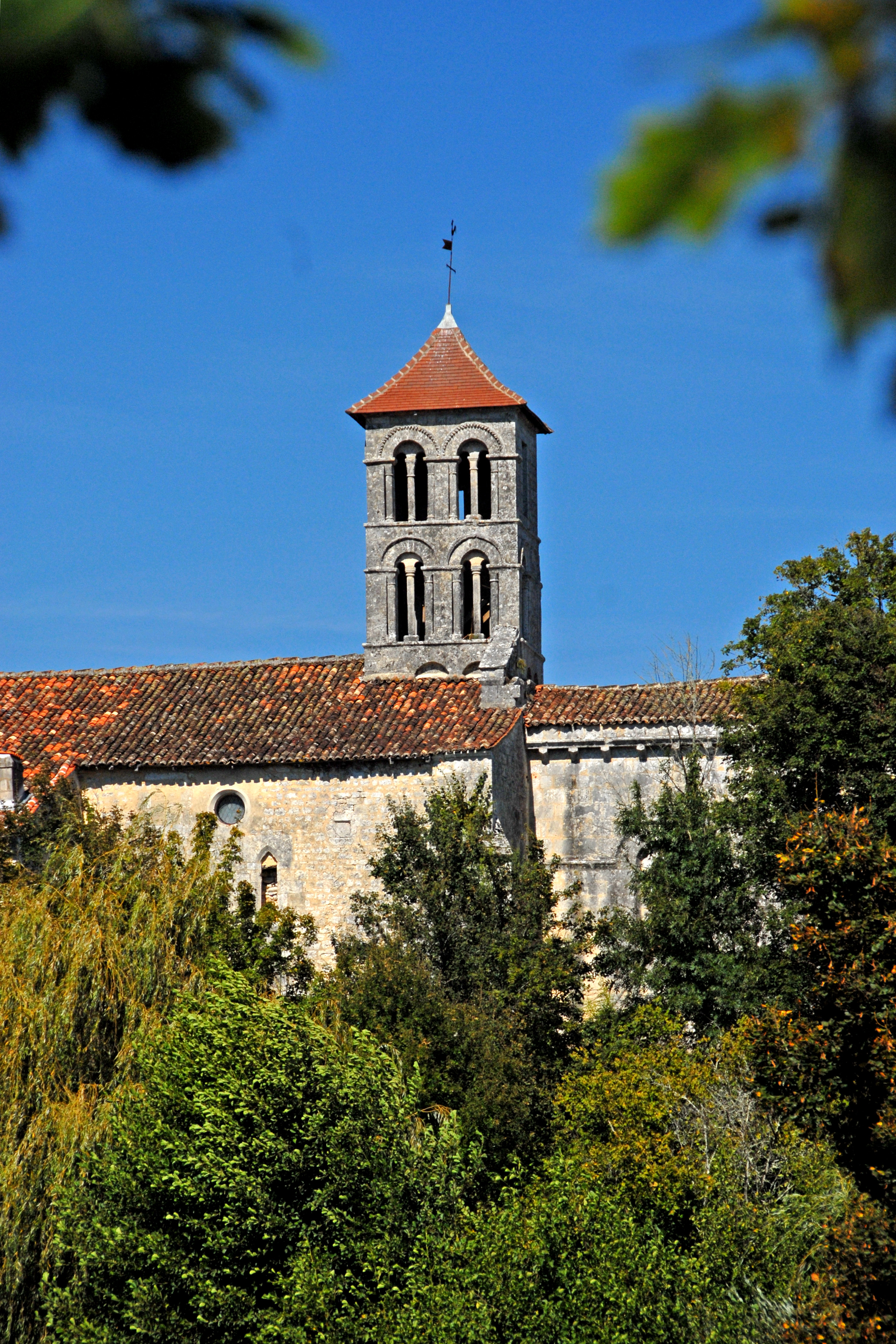
St-Brice, von Süden

Das Ursprungsbauwerk, eine noch kleinere Kirche als die heutige, stammt aus dem 11. Jahrhundert und bestand aus einem einfachen rechteckigen Schiff ohne Wölbung, einer östlichen Verlängerung aus einem Chorturm und einer Apsis.
Im 12. Jahrhundert wurde das Schiff in westlicher Richtung erweitert und komplett eingewölbt. Nach Osten hin und nach Abbruch der Ursprungs-Apsis entstand ein wesentlich größerer, quadratischer und überwölbter Chorraum, etwas breiter als das Schiff, mit einer zusätzlichen Apsis. Auch die nördliche Kapelle 1, daneben ein Treppenaufgang zur Glockenstube und drei Aussteifungs-Streben an den Turmseiten wurden zur selben Zeit errichtet. Aus diesem Jahrhundert stammt auch die hier aufgestellte Madonna mit Kind.
Im 15. bis in das 17. Jahrhundert fügte man auf der Südseite die Kapelle an, die gegen das Nachbarhaus, das Presbyterium anschließt. Etwas später hat man die Kapelle noch um einen kleinen Raum ergänzt, der heute als Abstellraum genutzt wird. Im gleichen Zeitraum müssen auch die in den Religionskriegen (1562–1598) entstandenen schweren Schäden am Turm behoben worden sein.
Eine Schöpfung der Neuzeit ist die Kapelle 3, die zweite auf der Nordseite, und der Anbau einer Sakristei mit polygonalem Grundriss an der Nordseite der Chorapsis.

## Bauwerk

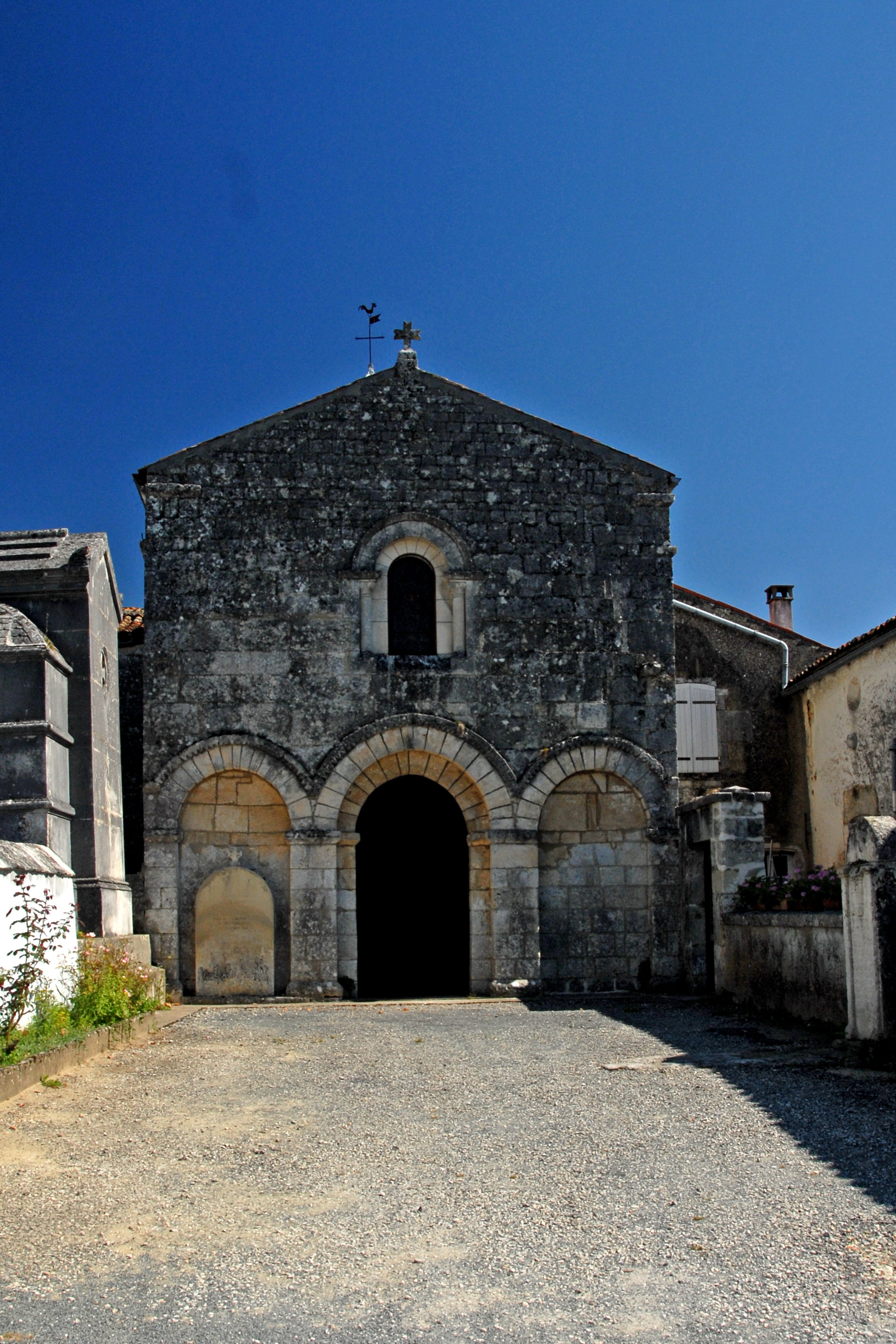
St-Brice, Fassade

### 1. Bauabschnitt (Ursprünge)
Das Schiff des Ursprungsbauwerks, ohne Steineinwölbung, brauchte damals nur relativ geringe Wandstärken ohne aussteifende Vorlagen, weil von dem einfachen Holzdachstuhl nur geringe Lasten zu tragen waren. Die Seitenwände des Schiffs bestanden aus grobem Mauerwerk, aus etwa gleich großen roh belassenen Bruchsteinen in fast rundlichem Format, innenseitig mit zurückliegender Verfugung. Die einzige Gliederung der planen Wandoberflächen des Schiffs bestanden damals auf jeder Seite aus drei schlitzartigen Fenstern in der oberen Hälfte der Wandhöhe. Wesentliche Teile der Seitenwände des ursprünglichen Schiffs sind im nächsten Bauabschnitt in den umfangreichsten Erweiterungen integriert worden. Im Innern sieht man die nach den Vormauerungen verbliebenen Restflächen des alten Bruchsteinmauerwerks in den Nischen der Blendarkaden, dort allerdings nur bis in Höhe der Unterkanten der Fensteröffnungen. Außenseitig sind ebenfalls noch Sichtflächen des alten Brusteinmauerwerks zu erkennen. Durch die dichte Umgebungsbebauung und die späteren Kapellenanbauten sind aber diese Flächen kaum noch einsichtig. Das Schiff war mit einem flach geneigten Satteldach überdeckt und mit roten Hohldachziegeln in römischer Form eingedeckt, so wie sie heute noch erhalten sind. Die Traufziegel ragten über einem einfachen auskragenden Steingesims etwas hervor, damit das ablaufende Regenwasser frei abtropfen konnte.
Die Westfassade dieses Bauabschnitts stand etwa in gedachter Verlängerung der westlichen Wand des neuzeitlichen Anbaus der Kapelle 3.

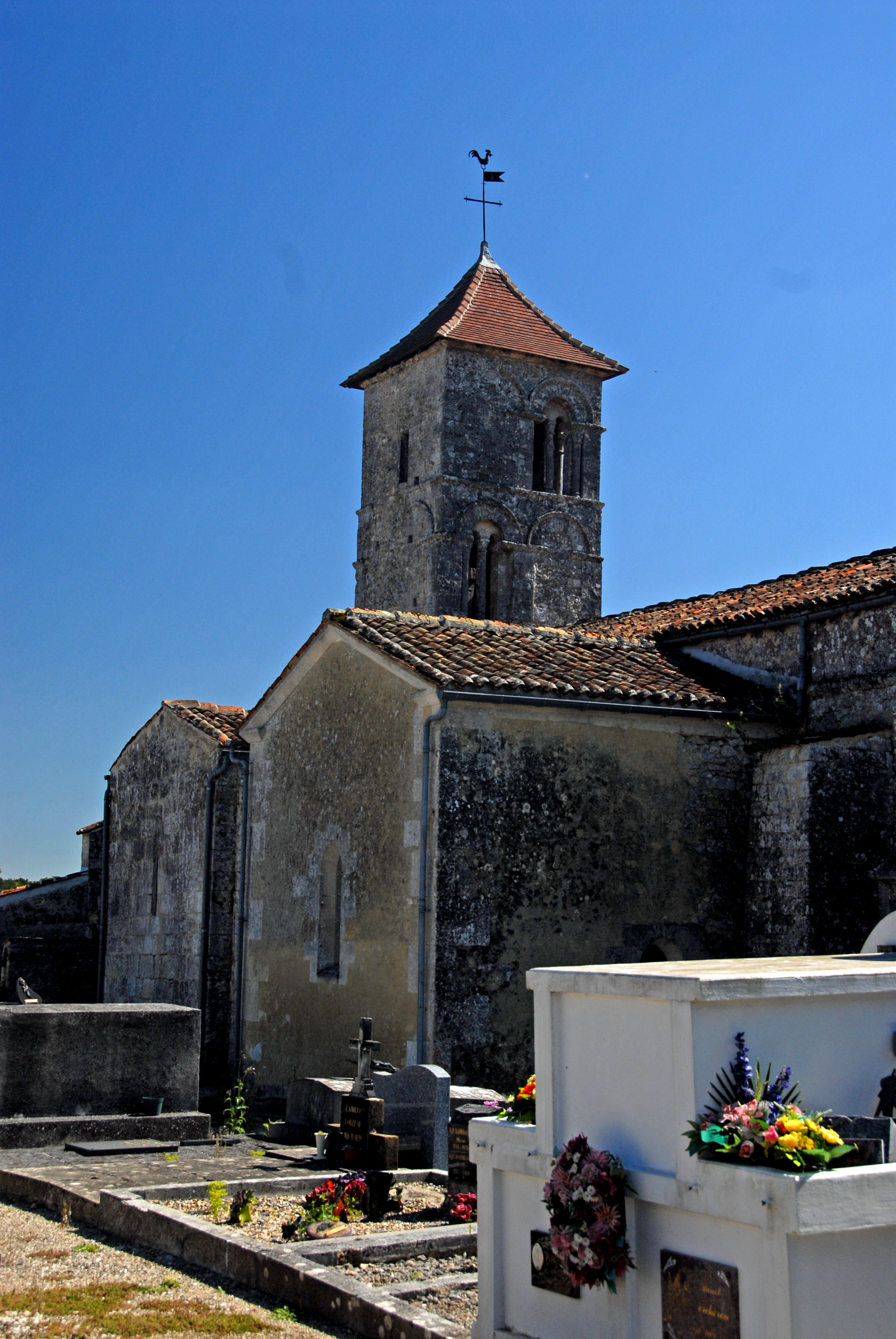
St-Brice, von Nordwesten

An der Ostseite des Schiffs wurde ein kleiner Glockenturm angefügt, der in ganzer Höhe und in allen Geschossen denselben quer gestellten rechteckigen Grundriss aufwies, und der um etwa halbe Wandstärke schmaler war, als die Breite des Schiffs. Zusammen mit einer halbkreisförmigen Apsis, vermutlich in Breite des Turms, entstand so im Erdgeschoss ein Chorraum, der durch zwei rundbogige Durchlässe in den Turmwänden untereinander und mit dem Schiff verbunden wurde.
In diesem Chorraum war auf beiden Seitenwänden je ein Fensterschlitz eingelassen, ähnlich denen des Schiffs. Darüber waren auf den Außenseiten der drei freien Turmwände Blendarkadennischen eingelassen, auf der Breitseite drei und auf den Schmalseiten zwei. Ob der Glockenturm im 1. Bauabschnitt schon die Höhe erreichte, wie sie heute erhalten ist, bleibt unsicher.
Der rundbogig überdeckte Durchlass in der Wand zwischen Schiff und Turm hat vermutlich seine ursprüngliche kleine Dimension bewahrt. Das ihn umgebende Mauerwerk stammt vermutlich nur zu geringen Anteilen vom Ursprungsbau. Die unterschiedlichen Mauerwerksarten in der Oberfläche der Kopfwand des Schiffs zeugen davon. Die rundbogige Öffnung in der Wand vom Turm zum Chor könnte vielleicht noch die ursprüngliche sein. Von der alten Apsis, die sich direkt an den Turm anschloss, gibt es keine Reste mehr.

### 2. Bauabschnitt (Hochromanik)

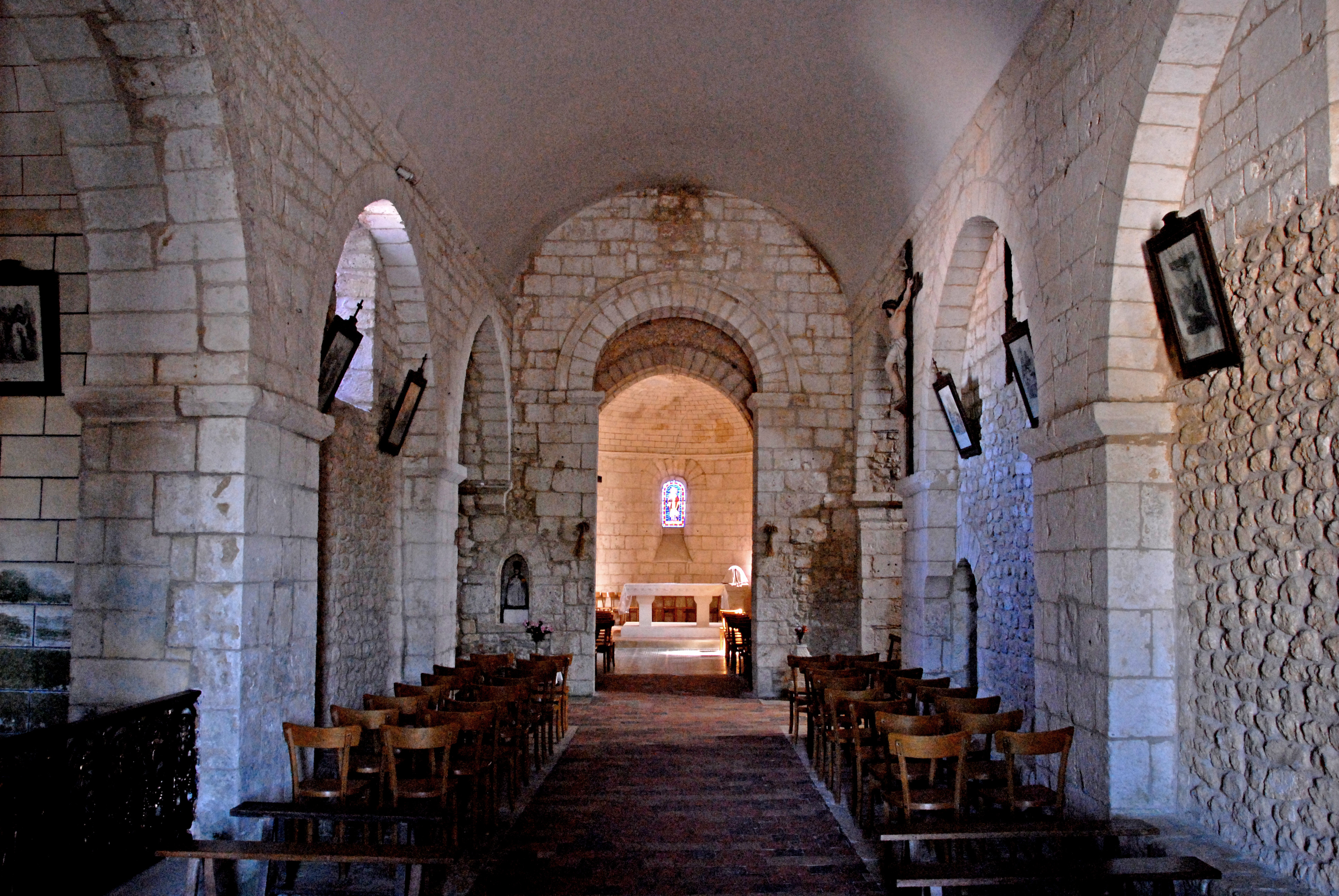
St-Brice, Schiff, vom Eingang zum Chor, Bruchstein des Ursprungsbauwerks

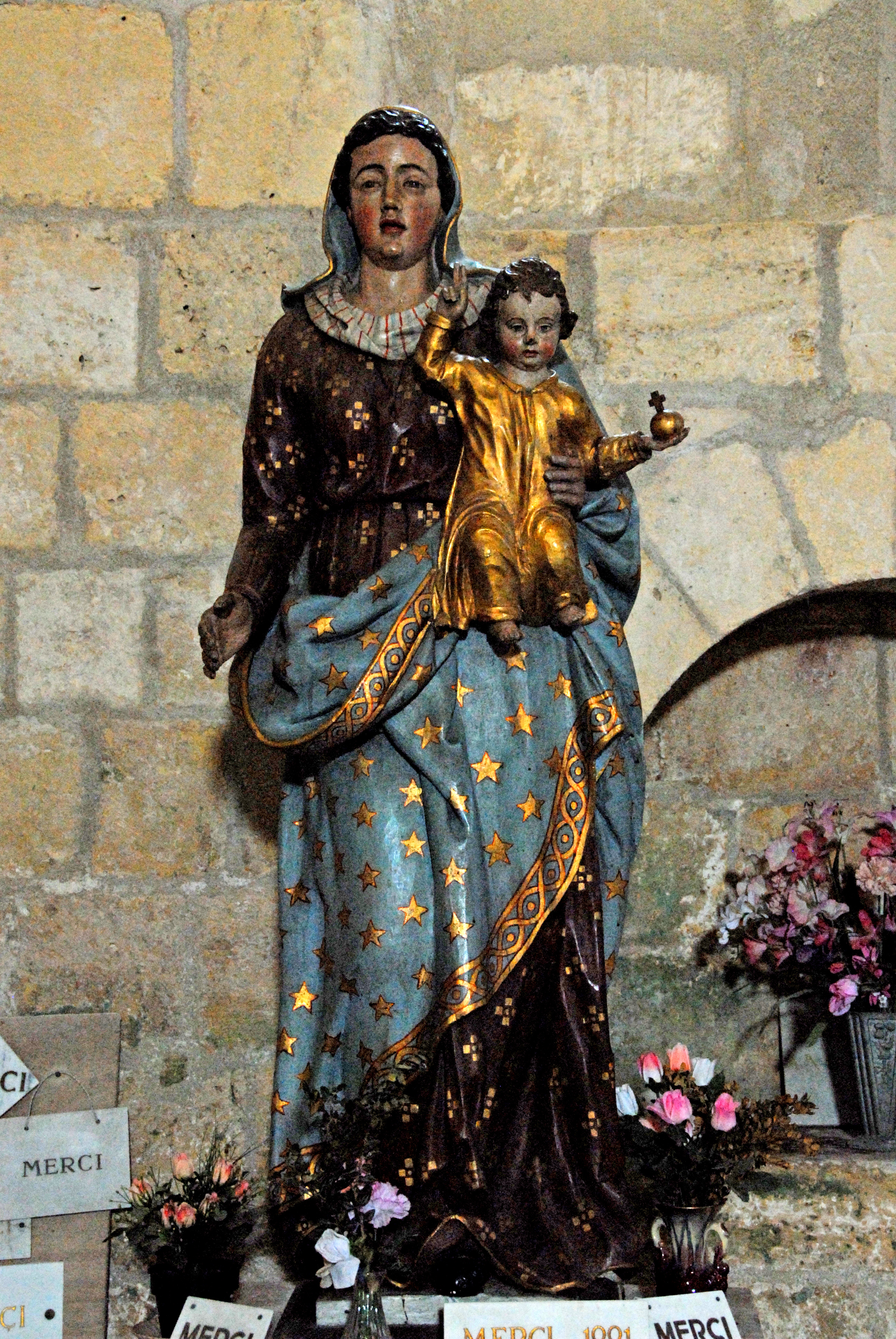
St-Brice, Madonna mit Kind, 12. Jahrhundert, in Kapelle 1

Im 12. Jahrhundert wollte man, neben den umfangreichsten Erweiterungen in der Baugeschichte der Kirche, vor allem auch die Räumlichkeiten mit Stein einwölben. Diese höheren Lasten, inklusive seitlichem Schub, machten dickere Wände erforderlich. Man dachte damals aber schon ökonomisch und wollte die Seitenwände des Schiffs, vielleicht sogar mit dem aufliegenden Dachstuhl, erhalten und in den neuen Baukörper integrieren. Man konnte das erreichen, indem die Längswände des Schiffs innenseitig materialsparend mit vorgemauerten Blendarkaden verstärkt wurden, im Bereich des alten Schiffs mit drei Bogenfeldern, mit leicht angespitzten Rundbögen überdeckt. In deren Innenflächen blieb das alte Bruchsteinmauerwerk sichtbar. Die neuen Mauerwerksteile wurden im ganzen Gebäude mit fast weißen glatten Natursteinen in exaktem Verband gemauert und verfugt.
Das Schiff wurde in westlicher Richtung mit den neuen Wanddicken und im neu entstandenen Querschnitt erweitert, um etwa die gleiche Länge, die eines der Bogenfelder der aktuellen Blendarkaden aufweist. Hier wurden aber die Wände ohne Arkadennischen massiv ausgebildet. Das neue Tonnengewölbe mit halbkreisförmigem Querschnitt beginnt einige Mauerschichten oberhalb der Arkadenbögen und verläuft, ohne Unterbrechung von Gurtbogen-Unterstützungen, über die gesamte Länge des neuen Schiffs hindurch. Vermutlich haben Risse in der Konstruktion dazu geführt, dass außen an der Nordwand der Schiffverlängerung ein kräftiger Strebepfeiler angebaut werden musste.

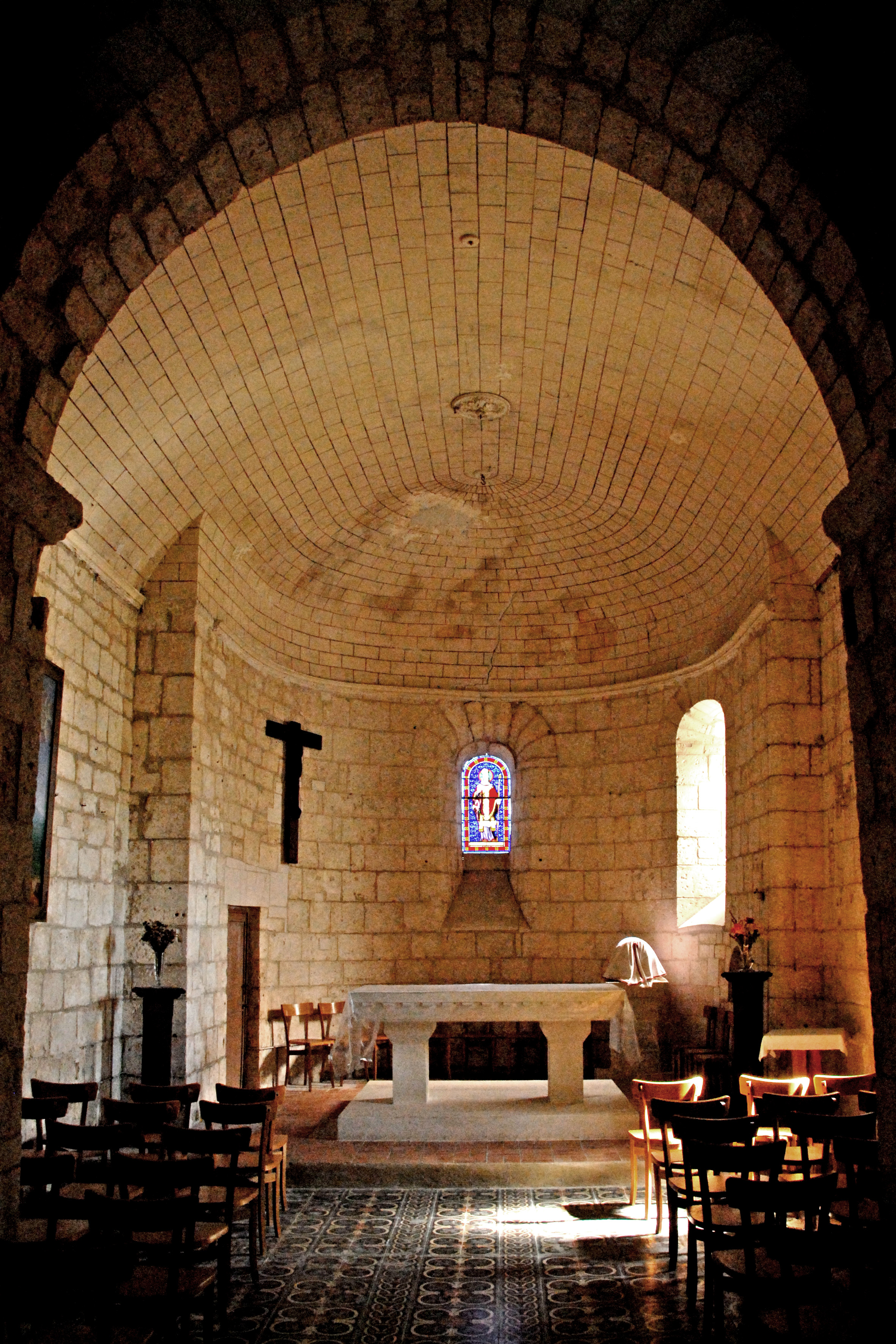
St-Brice, Chorraum, vom Turm aus

Die Fassade des 2. Bauabschnitts überzeugt mit ihrer schlichten Gliederung und fast gänzlichem Verzicht auf plastische Ornamentik. Ihre Ausdehnung, Breite mal Traufhöhe, ist exakt quadratisch; ihre Ortgänge verlaufen in Übereinstimmung mit der geringen Neigung des Satteldaches über dem Schiff. Die horizontale Unterteilung besteht aus zwei Geschossen ohne eine Gesimstrennung. Das Erdgeschoss besteht in voller Fassadenbreite aus einem zentralen Hauptportal als zweistufiges Archivoltenportal, flankiert von zwei Scheinportalen mit je einem Archivoltenbogen. Die Breiten der Portale weisen ein Verhältnis von 1 zu 1,4 zu 1 auf. Das Hauptportal ist im Scheitel nur geringfügig höher als die der Scheinportale. Die Archivoltenbögen bestehen aus unstrukturierten Keilsteinen und stehen auf rechtwinkligen Wandvorlagen, getrennt von Kämpferplatten, mit profilierten Sichtkanten. Die äußeren Bögen werden überfangen von leicht auskragenden Bändern mit geometrischer Ornamentik. Das ansonsten glatte Giebelfeld des ersten Obergeschosses besitzt gut einen halben Meter über dem Scheitel des Hauptportals ein zentrales schlankes Fenster mit zweistufigen Archivolten, deren Rundbögen wieder aus glatten Keilsteinen gebildet werden. Lediglich der äußere Archivoltenbogen sitzt auf glatten Rundsäulchen, gekrönt von schlicht ornamentierten Kapitellen und Kämpferplatten mit profilierten Sichtkanten. Der Giebelfirst wird durch ein kleines steinernes lateinisches Kreuz überragt.
Die nächste größere Erweiterung des 2. Bauabschnitts bestand aus dem Abbruch der unmittelbar an den ursprünglichen Turmchor angeschlossenen Apsis und deren Ersatz durch einen neuen quadratischen Chorraum, der ein wenig breiter wurde als das Schiff, und einer daran anschließenden im Grundriss halbkreisförmigen Chorapsis, geringfügig schmaler als der neue Chorraum. Der Chor wurde überdeckt mit einem Tonnengewölbe, die Apsis mit einer Wölbung in Form einer halben Kugel. Der Chorraum erhielt nur ein Fenster auf der Südseite, in romanischer Form mit Rundbogen, äußeren Archivoltenbögen, Rundstützen in Leibungsrückversätzen und inneren Abschrägungen der Leibungen. Die Apsis wurde mit drei solchen Fenstern ausgestattet, wovon eines später zugemauert wurde.
Das flach geneigte Satteldach des Chors wurde, wie das Schiff, mit roten Hohlziegeln eingedeckt. Die Traufziegel kragen ohne Traufgesims über die Kante der Wandoberfläche aus. Das davon abtropfende Regenwasser wird von einer steinernen Regenrinne aufgefangen, die ca. 25 cm unterhalb der Traufe und mit geringem Gefälle auf weit ausladenden Kragsteinen aufliegt und das Wasser nach einer Seite hin abfließen lässt.
Zum 2. Bauabschnitt hinzugerechnet werden muss die Erweiterung um die Kapelle 1 auf der Nordseite der Kirche, die mit zwei romanischen Fenstern bestückt wurde. Dafür musste ein größeres Stück der Nordwand geöffnet werden. Des Weiteren gehören dazu die nachträgliche Anfügung der seitlichen Strebewerke an den Ecken des Turms und die Anfügung einer Spindeltreppe inklusive ihrer Einhausung auf der Nordseite des Turms. Diese Verstrebungen und der Treppenaufgang deuten darauf hin, dass in dieser Zeit der Turm auf die heute bekannte Höhe geführt und mit den dort noch teilweise zu erkennenden Schallluken ausgestattet worden ist.
Auf den breiteren Seiten des Turms, nach Westen und Osten, wurden jeweils vier Öffnungen angelegt, die von halbkreisförmigen Archivoltenbögen aus unstrukturierten Keilsteinen überdeckt worden sind, mit schlanken Rundsäulen in Leibungsrückversätzen unterstützt, über denen profilierte Kämpfer sich um den ganzen Turm herum fortsetzen. Die Öffnungen wurden in der Mitte noch einmal in zwei separate Rundbogenöffnungen unterteilt, durch etwas dickere Rundstützen mit einfachen Kapitellen. Auf den schmalen Seiten des Turms, nach Norden und nach Süden hin, gab es ebenfalls Schallluken, in der unteren Zeile ebenfalls je zwei Stück, wie auf den anderen Seiten, und in der oberen Zeile nur eine schmale schlitzförmige Öffnung. Die Turmwände wurden oben mit einem Kraggesims abgeschlossen, auf dem die Traufziegel der roten Kegeldacheindeckung aufliegen. Die über die Dachflächen des Chors und der südlichen Anbauten herausragenden Bogenreste auf den Turmwänden stammen von Blendarkaden des Ursprungsturms, der zunächst keine solche Anbauten aufwies.

### 3. Bauabschnitt (nach 100 Jahren Krieg)
Im Zeitraum zwischen dem 15. und 17. Jahrhundert wurde auf der Südseite des Schiffs die Kapelle 2 angebaut, der ein Teil der Südwand des Schiffs zum Opfer fiel. Zusammen mit der gegenüber liegenden Kapelle 1 entstand hiermit eine Art „falsches Querhaus“. Die Kapelle weist heute noch ein asymmetrisch angeordnetes kleines Spitzbogenfenster und ein kreisrundes „Ochsenauge“ auf. Vermutlich kurz nach Errichtung der Kapelle entstand der Anbau eines zusätzlichen kleinen Raumes, der heute als Abstellraum genutzt wird.

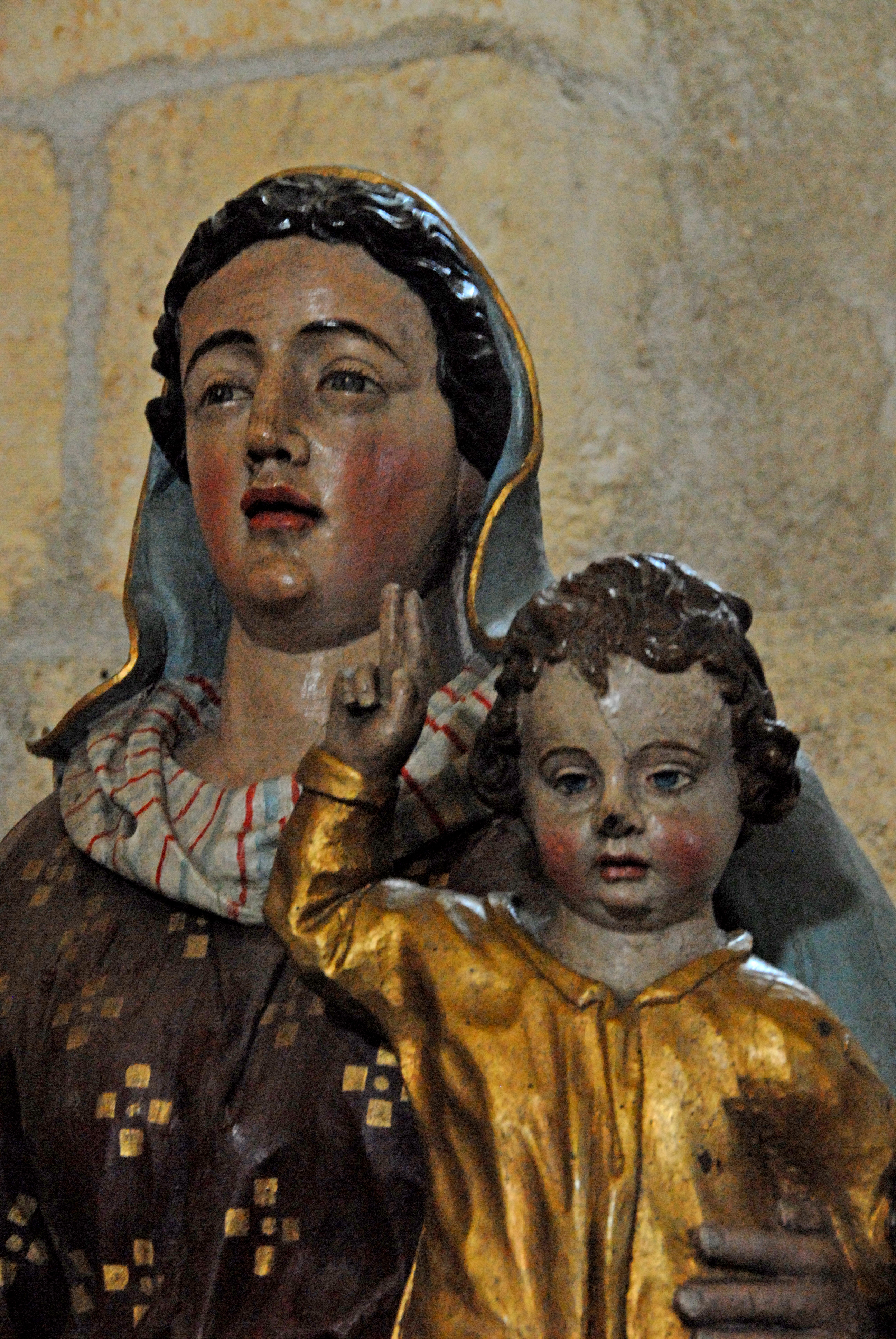
St-Brice, Madonna mit Kind, Detail

In Zeiten der Religionskriege (1562–1598) wurde der Turm beträchtlich beschädigt. Die Schäden haben dazu geführt, dass er umfangreich hätte restauriert werden müssen. Wohl aus Kostengründen sind dabei einige der Schallluken bis auf geringe Spuren verschwunden. Aus dieser Zeit stammen auch Verstrebungsverstärkungen an der Südost-Ecke des Turms, oberhalb der Dachflächen. Gleichwohl wurde der Turm im Erdgeschoss mit einem zusätzlich eingezogenen Bogen auf seine Westseite innenseitig verstärkt.

### 4. Bauabschnitt (Nach den Weltkriegen)
In der Neuzeit gab es noch zwei Erweiterungen, und zwar die der Kapelle 3 auf der Nordseite des Schiffs, schon nahe der Fassade. Sie besitzt drei kleine Fenster. Für sie musste wieder ein Stück der alten Wand des Schiffs geopfert werden. Ebenso wurde der Anbau einer Sakristei an der Nordseite der Chorapsis bewerkstelligt, mit nur einem Fenster in der Ostwand. Ihm fiel das nördliche Fenster der Apsis zum Opfer. Es wurde zugemauert. Darunter wurde eine Verbindungstür gebrochen.

## Besondere Einrichtungen und Kunstwerke
In der Kapelle 1 auf der Nordseite ist eine Madonna mit Kind aus dem 17. Jahrhundert aufgestellt, aus Holz, polychrom gefasst, die aus der nahen Abtei Fontdouce stammt und hier eine besondere Verehrung erfuhr.
Das Christuskind erhebt die Rechte zum Segensgestus, in der linken trägt es die goldene Weltkugel.